# Baltasar Lobo
Pour les articles homonymes, voir Lobo.

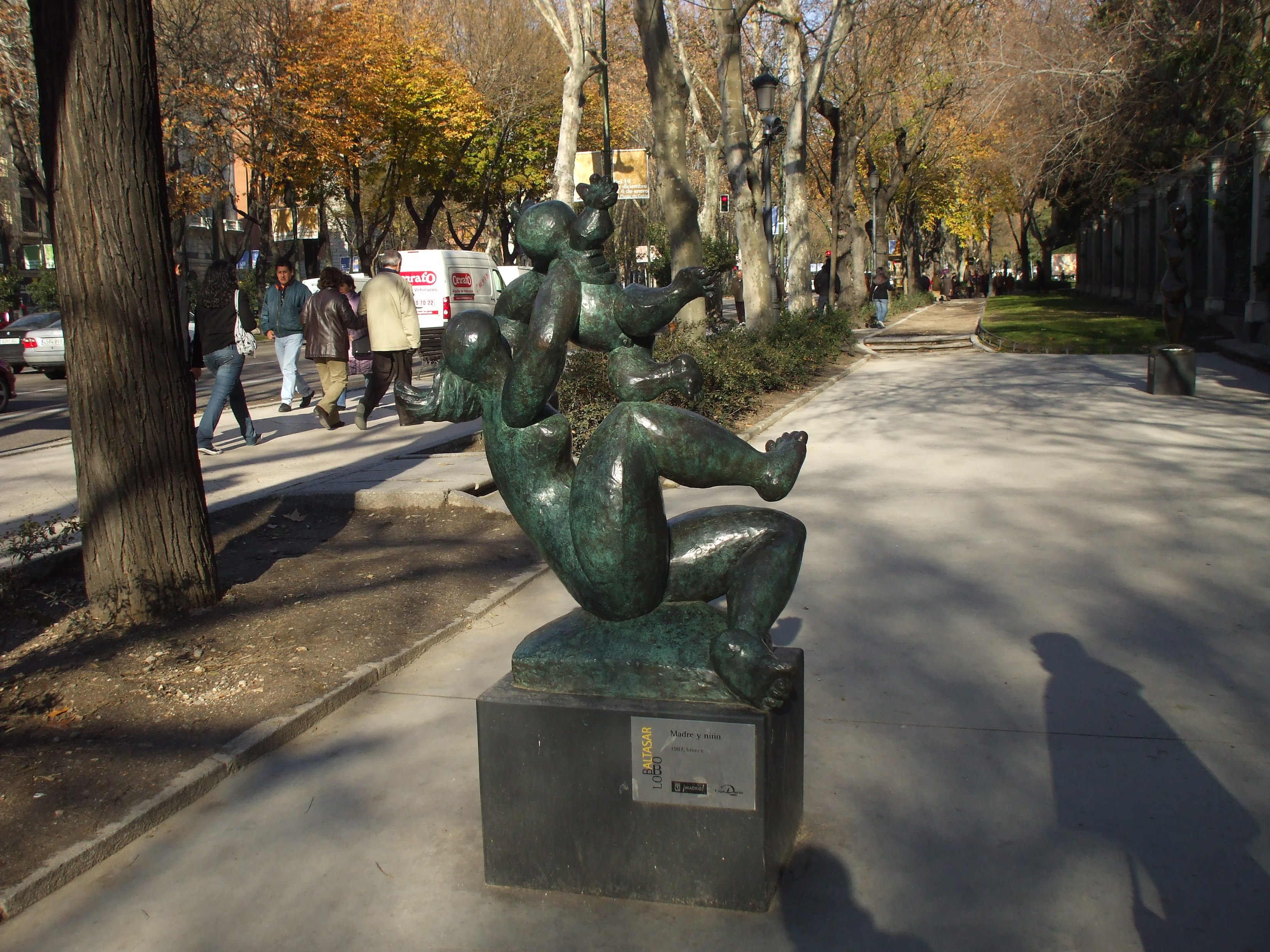
Baltasar Lobo, Mère et enfant, Madrid (décembre 2008)

Baltasar Lobo, né le 22 février 1910 à Cerecinos de Campos (près de Zamora, en Castille) et mort le 3 septembre 1993  à Paris, est un sculpteur espagnol de la nouvelle École de Paris.

## Biographie

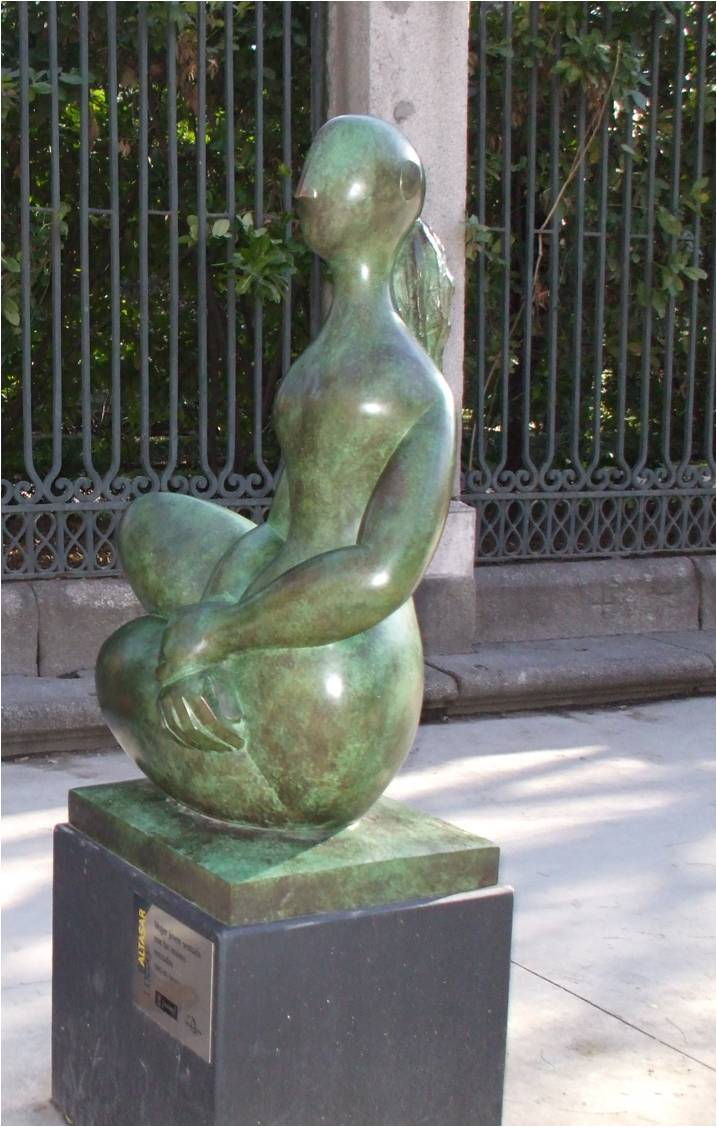
Baltasar Lobo, Madrid (décembre 2008)

Son grand-père étant tailleur de pierres, dès l'enfance Baltasar Lobo Casuero apprend dans la menuiserie de son père à travailler le bois. En 1922 il entre comme apprenti dans l'atelier du sculpteur Ramón Núñez à Valladolid où il réalise des sculptures de saints en bois pour les processions. Grâce à une bourse il poursuit sa formation à partir de 1927 à l'École des Beaux-arts de Madrid, qu'il considère comme un « cimetière » et qu'il quitte au bout de trois mois. Son père vient alors le rejoindre à Madrid tandis qu'il travaille au cimetière en réalisant reliefs et têtes, et qu'il suit les cours du soir de l'École des arts et métiers, se spécialisant dans la taille directe du bois et du marbre. Il découvre alors les œuvres de Picasso, Dali, Miró et Gargallo. En 1934 son épouse Mercedes Comaposada Guillén, Lucía Sánchez Saornil et Amparo Poch y Gascón fondent la revue de l'organisation féminine libertaire Mujeres Libres à laquelle il collabore comme maquettiste et illustrateur.
Participant à la Guerre d'Espagne dans le camp des républicains, son père tué par un obus tandis qu'il creusait des tranchées autour de Madrid et la plus grande part de ses œuvres se trouvant détruite lors de bombardements, Lobo fuit en 1939 le franquisme avec des survivants de l'armée de Catalogne, sa femme partant dans le convoi des femmes. Échappé du camp d'Argelès, dormant sous les ponts de Perpignan, il réussit à la retrouver dans un camp en Ardèche.

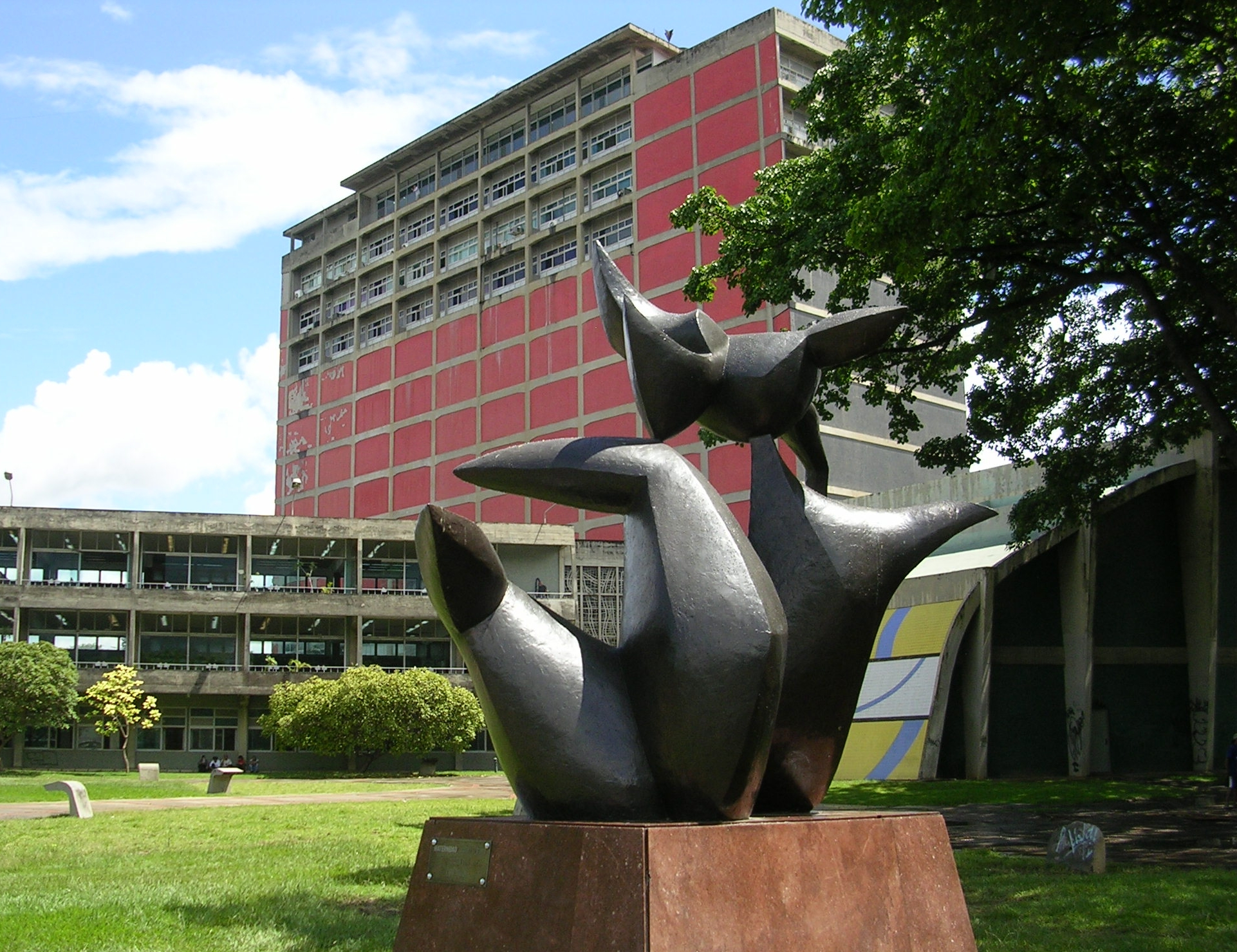
Maternité (1953), Université centrale du Venezuela, Caracas

Quand Lobo arrive à Paris, il dort à nouveau sous les ponts et à la gare Saint-Lazare, rejoint par sa femme, malade. Il va voir Picasso, qui n'est pas chez lui, lui laisse un carton de dessins, revient le lendemain et bénéficie de son aide généreuse et amicale. Il peut alors s'installer dans l'atelier que quitte Naum Gabo, se liant en 1939 avec Henri Laurens et travaillant quelques années dans son jardin les marbres qu'il en reçoit. Durant la guerre il est durant trois mois paysan à Orléans puis rejoint son appartement sous les toits, au 23 rue des Volontaires.
La figuration de Lobo se simplifie alors, dans l'esprit des œuvres de Constantin Brâncuși, Jean Arp, Henry Moore. Elle développe un caractère archaïque et ne cesse par la suite d'accentuer sa non-figuration, autour des thèmes du nu féminin, des Maternités et des Baigneuses, inspirées des dessins faits, dans une tour au-dessus des « Flots bleus », au cours de ses séjours vers 1945-1946 à La Ciotat où de nombreux espagnols, travaillent au chantier naval, anciens mineurs de Rio Tinto ou pêcheurs de haute mer de Cadix. Il fait la connaissance de Brâncuși et des peintres espagnols Tàpies, Parra, Xavier Oriach, Pelayo, Palazuelo.
Baltasar Lobo expose dans les années 1950 et les années 1960 à la Galerie Villand et Galanis (1957, 1962, 1964, 1966) auprès des peintres Chastel, Estève, Gischia, Jacques Lagrange. Une exposition rétrospective de son œuvre est présentée en 1960 au Musée d'art moderne de Madrid. Par la suite Lobo est nommé en 1981 officier des Arts et Lettres en France et reçoit en 1984 le Prix national des Arts plastiques en Espagne.
Lobo a réalisé en 1948 à Annecy un monument Aux espagnols morts pour la liberté, en 1953 une Maternité en bronze pour la cité universitaire de Caracas et en 1983 à Zamora un Hommage au poète León Felipe. On lui doit des illustrations pour « Platero et moi » de Juan Ramón Jiménez.
Lobo est enterré au Cimetière du Montparnasse où l'une de ses sculptures est placée sur sa tombe (division 8, section 8). Un « Musée Baltasar Lobo » présente à Zamora un ensemble de son œuvre (33 sculptures, 18 dessins et de nombreux documents).

## Prix et reconnaissance
- Prix André Susse de Sculpture (1958)
- Prix Jacques Lenchener (1974)
- Prix National des Arts Plastiques d'Espagne (1984)
- Prix Officiel des Arts et des Lettres de France (1984)
- Prix de Castilla y León des Arts (1985)
- Ordre Andrés Bello du Gouvernement du Venezuela (1989)
- Médaille d'Or Susse Frères Fondeur

## Musées
- Bilbao : Musée
- Capri : Fondation Umberto Severi

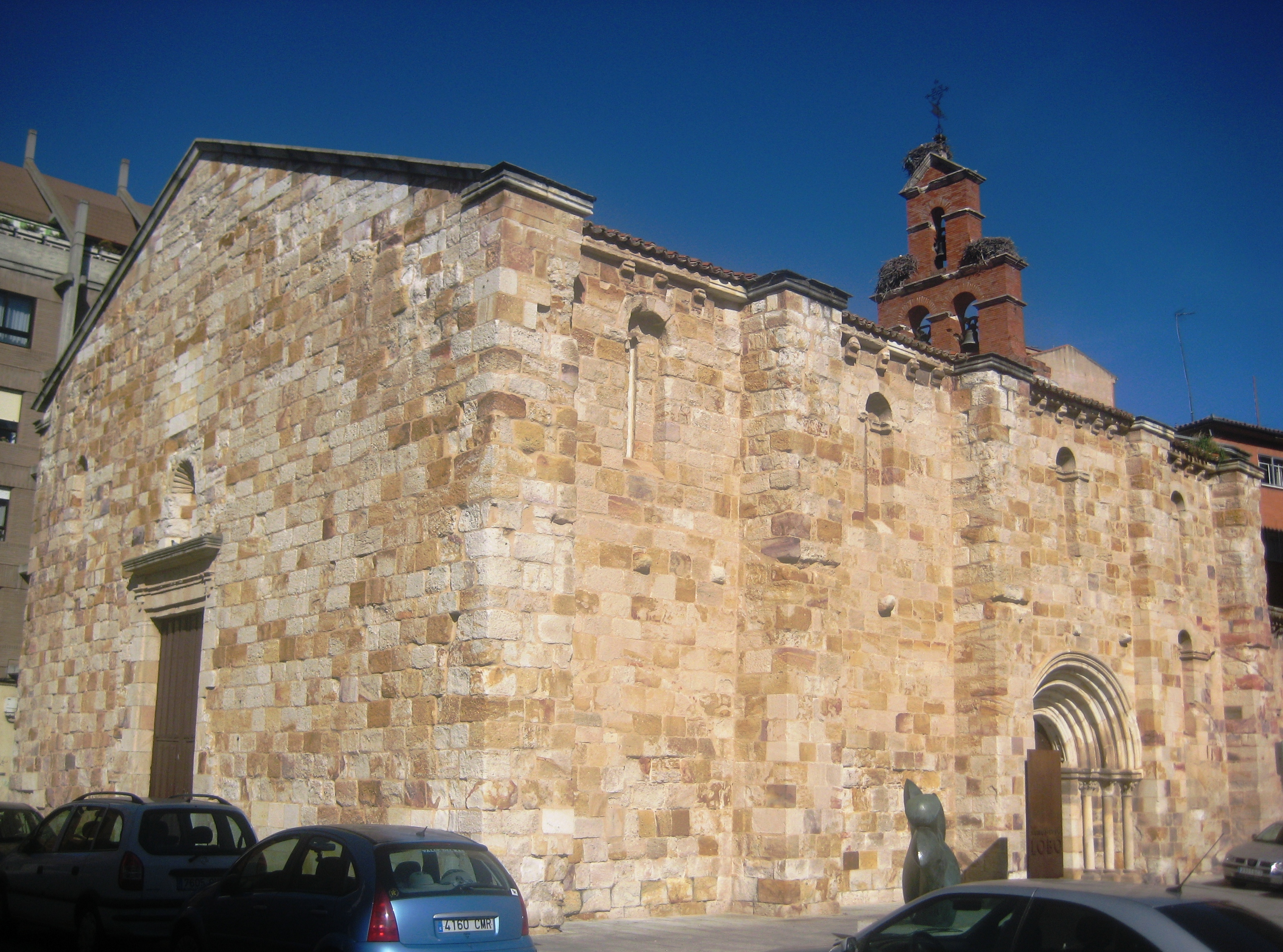
Musée Baltasar Lobo à Zamora en 2009

- Caracas : Cité Universitaire; Musée des Beaux-arts; Musée d'art contemporain Sofía Imber; Université Centrale du Venezuela
- Linz : Neue Galerie der Stadt, Wolfgang-Gurlitt-Museum
- Luxembourg : Musée d’Histoire et d'Art
- Madrid : Musée national Reine-Sophie
- Mont-de-Marsan : Musée Despiau-Wlérick
- Oslo : Musée national de Norvège
- Paris : Musée d’Art Moderne de la Ville de Paris
- Prague : Galerie nationale
- Stuttgart : Staatsgalerie
- Tokyo : Musée
- Villeneuve-sur-Lot : Musée de Gajac
- Zamora : Diputación Provincial; Musée Baltasar Lobo

## Lieux publics

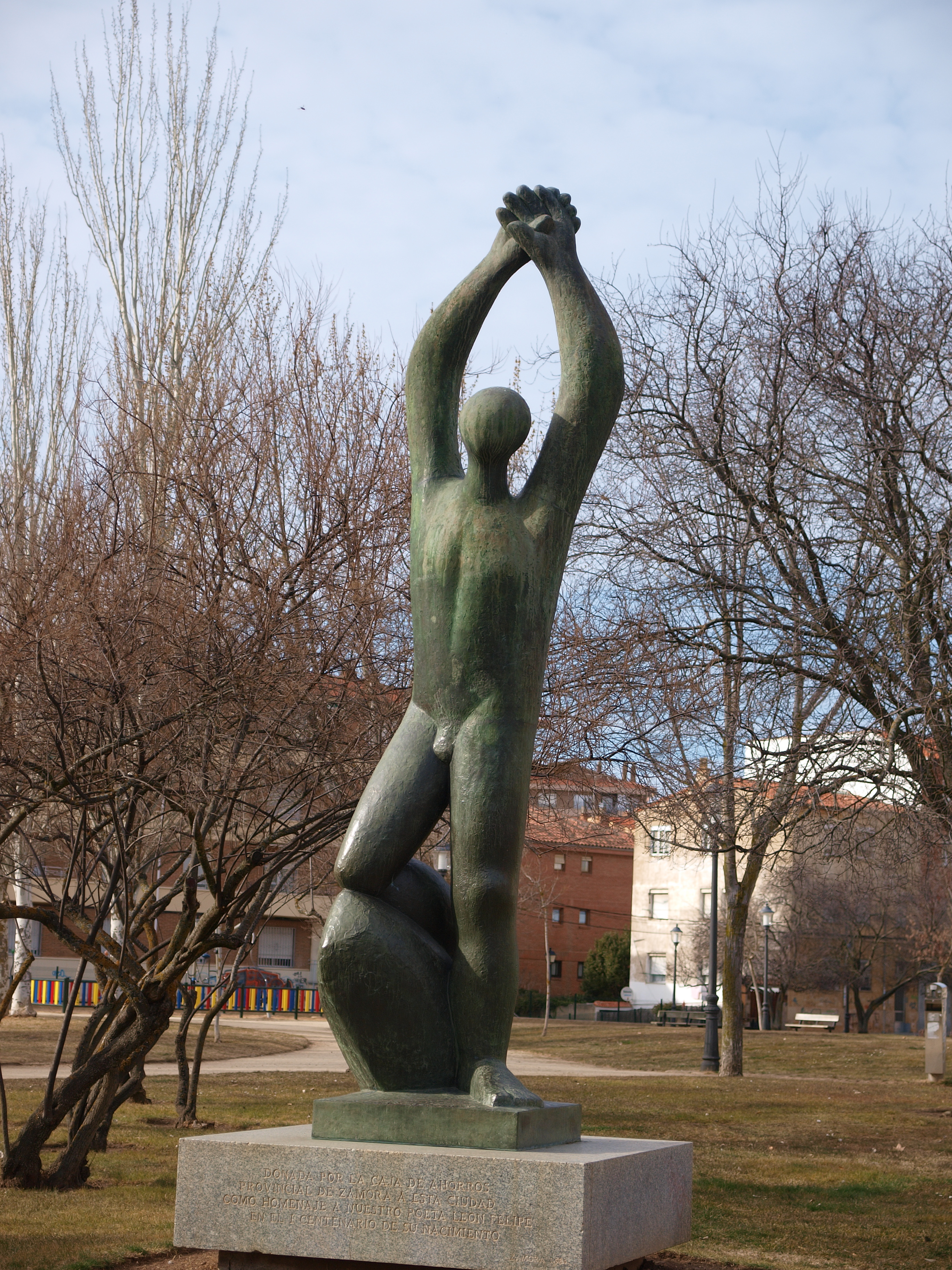
Hommage au poète Leon Felipe, 1984, parc Leon Felipe, Zamora

- Mère et Enfant (1947) : Fuente de la Plaza, Zamora; Jardin André Malraux, Saint-Germain-en-Laye; Parc de la Ville, Luxembourg; Place Communale de Fallanden, Zurich ; Paris 8e, angle de la rue du Faubourg-Saint-Honoré et de la rue Berryer
- Maternité (1953) : Cité universitaire, Caracas
- L'Éveil (1956), Maternité Concepción Palacios, Caracas, Venezuela.
- Un (1961), Jardin des Floralies, Paris
- L'enfant qui marche (1962), école maternelle Eva Salmon, Vitry[5]
- Stella (1968), Lycée de garçons, Quimper
- Obélisque, Lycée Technique, Dijon
- Femme nue assise, Prud'homie, Martigues
- À l'Air Libre (1980), Parc municipal, Francfort-sur-le-Main
- Le Levant (1987), Paseo José María Vargas, Caracas
- Hommage au poète Leon Felipe, (1984), parc Leon Felipe, Zamora
- Aux Espagnols morts pour la Liberté dans les rangs de l'Armée française et la Résistance (1940 - 1945), Annecy

## Illustration
- Reyna Rivas, Dialogos con la piedra, 23 gravures sur bois de Baltasar Lobo, Paris, éditions Galanis, 1961.

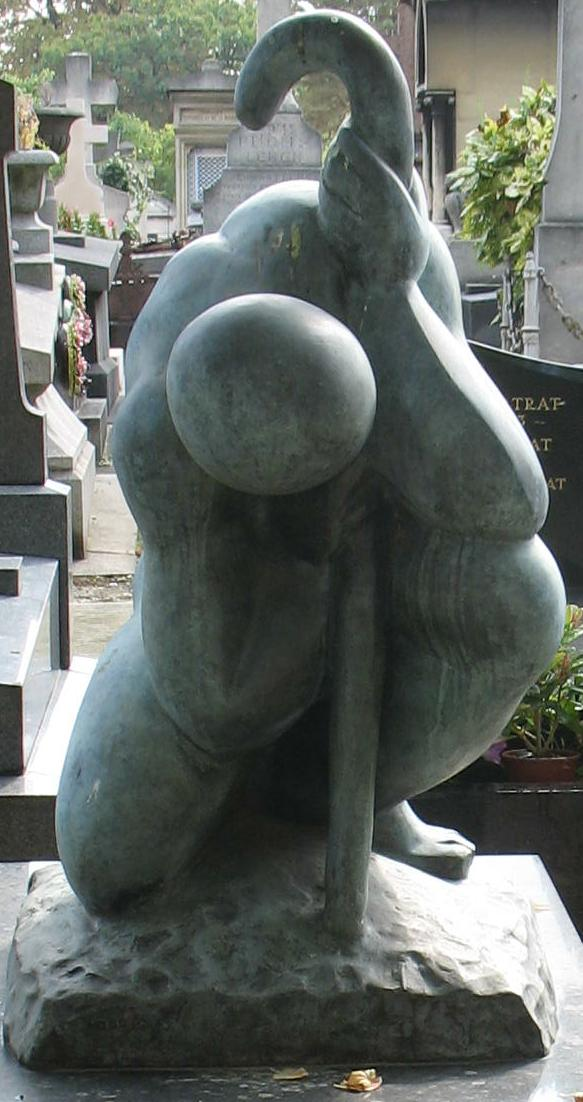
Tombe de Baltasar Lobo au Cimetière du Montparnasse